# Timothy Allen
Timothy Allen, född 26 maj 1971 i Tonbridge, Kent, är en brittisk fotojournalist, mest känd för sina reportage och sin etnografiska fotografi.
Allen växte upp i Tonbridge, och efter att ha tagit examen vid University of Leeds bodde han i Indonesien under 90-talet. Han fotograferade för The Independent 1999-2006, och under den här perioden blev han tilldelad många utmärkelser för sin fotografi, bland annat Arts Photographer of the Year som tilldelades honom av dåvarande premiärminister Tony Blair. Han har varit medlem i Axiom Photographic Agency sedan 2002 och har arbetat med urinvånare runt om i världen, främst i Indien och Sydostasien. Han har fått sex stycken Picture Editors' Awards.